# Hamburg-Borgfelde
Borgfelde ist ein Stadtteil im Bezirk Hamburg-Mitte der Freien und Hansestadt Hamburg. Er ist mit nur 0,8 Quadratkilometern einer der kleinsten Stadtteile Hamburgs.

## Geografie
Borgfelde liegt zwischen St. Georg im Westen und Hamm im Osten. Nördlich der Eisenbahntrasse in Richtung Lübeck liegt Hohenfelde, südlich des Mittelkanals der Stadtteil Hammerbrook. Bis zum Hamburger Rathaus sind es nur etwa zwei Kilometer Luftlinie. Die in West-Ost-Richtung verlaufende Borgfelder Straße, ursprünglich Teil der Fernstraße nach Berlin, teilt den Stadtteil in das auf dem Geesthang gelegene Oben Borgfelde und das tieferliegende Unten Borgfelde. Eine mehr als 500 Meter lange Stützmauer aus Basalt sichert den Hang. Mehrere Treppenaufgänge, von denen noch einige erhalten sind, verbanden die Straße mit dem höher gelegenen Wohnviertel.

## Namensherkunft
Für den Namen Borgfelde gibt es mehrere Deutungen. Naheliegend ist die Ableitung von Burgfeld, denn das Gelände wurde im Mittelalter von den Bewohnern der Hammaburg als landwirtschaftliche Fläche genutzt. Eine andere Interpretation leitet den Namen von dem niederdeutschen Wort für Schwein („barg“ oder „borg“) ab, althochdeutsch „parch“ oder „paruch“. Danach wäre das Borgfeld ein Freigelände für Schweine gewesen, das von der nördlich gelegenen Schafheide (im Bereich der heutigen Lübecker Straße) und der nordöstlich gelegenen Pferdewiese (heute Hasselbrook) unterschieden wurde. Auf die ursprünglich landwirtschaftliche Nutzung weist auch heute noch der Straßenname Bürgerweide hin. Denkbar ist deshalb auch, das Borgfelde auf „Borger“ zurückgeht, niederdeutsch für Bürger.

## Geschichte

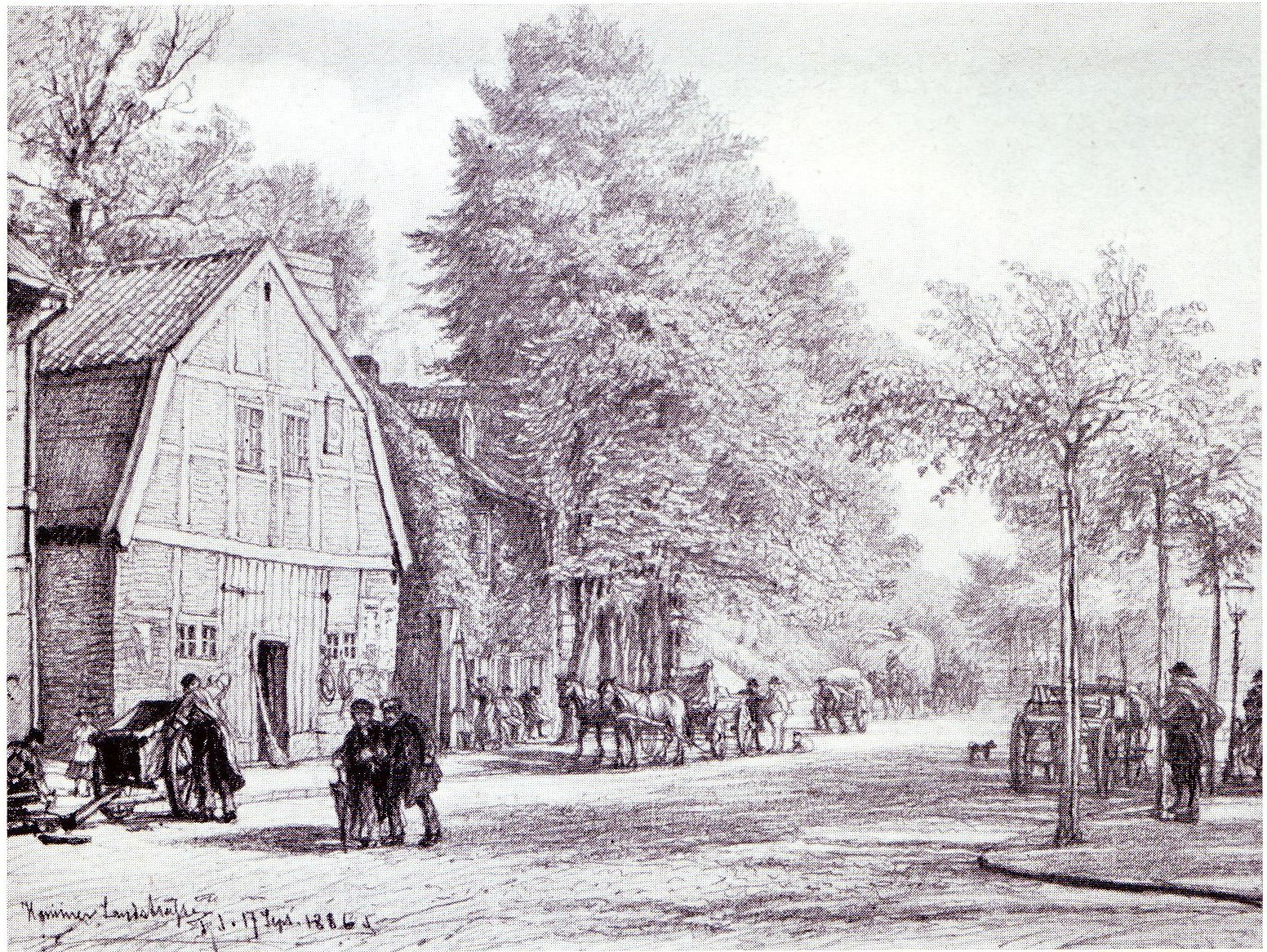
Gasthof Gesundbrunnen um 1890, Zeichnung von Johann Theobald Riefesell

Wohnbebauung in der Süderstraße um 1910. Bis 1938 gehörte dieser Teil noch zu Borgfelde, seither zu Hammerbrook.

Borgfelder Straße 1908 mit Brunnennische - Oben Borgfelde

Das Gebiet des heutigen Stadtteils wurde den Bewohnern Hamburgs 1256 von den Schauenburger Grafen überlassen und jahrhundertelang hauptsächlich als Viehweide genutzt. 1633 wurde am heutigen Gesundbrunnen eine Quelle entdeckt, der eine heilsame Wirkung zugeschrieben wurde und die jahrhundertelang als sehr rein galt. Im Zuge der Straßenerweiterung wurde sie 1906 in ein Siel geleitet und der Gasthof Gesundbrunnen abgerissen. Seit dem 17. Jahrhundert war Borgfelde als Vorfeld (Glacis) in die erweiterte Stadtbefestigung einbezogen und blieb ungenutzt und von Bebauung weitgehend frei. Die Hamburgische Gesellschaft zur Beförderung der Künste und nützlichen Gewerbe empfahl deshalb in den 1760er-Jahren „zur Verbesserung der Gärtnerei (…) die wüstern Ländereien auf dem Borgfelde (…) zum Anbau auszuweisen“. Es blieb aber bei der dünnen Besiedlung mit einzelnen Wohn- und Gartenhäusern.
Der Zugang nach Hamburg-St. Georg führte durch das Berliner Tor. Aus St. Georg wurde 1805 der städtische Galgen samt Abdeckerei nach Borgfelde verlegt. Er stand an der heutigen Ecke Lübecker Straße/Alfredstraße und damit außerhalb der heutigen Grenzen Borgfeldes im jetzigen Stadtteil Hohenfelde. Im Winter 1813/14 während der französischen Besatzung ließ Marschall Davout die Befestigungsanlagen verstärken und die wenigen Häuser niederreißen, um freies Schussfeld zu haben.
Nach Ende der Befreiungskriege wurde im bescheidenen Umfang gebaut, wohlhabende Bürger errichteten erste Häuser in Oben Borgfelde, gleichzeitig blieb die landwirtschaftliche Nutzung erhalten. Auf dem Hang standen bald „mehrere sehr geschmackvolle Villen“ und (an der heutigen Ecke Klaus-Groth-Straße/Alfredstraße) zwischen 1822 und 1865 eine Windmühle. Später ging das Mühlengrundstück an die Neuapostolische Kirche, die dort bis heute eine Kirche unterhält. Der Ursprungsbau wurde im Bombenkrieg 1943 zerstört. Später wurde dort von der Glaubensgemeinschaft ein moderner Nachkriegsbau errichtet.
Um 1855 zählte Oben Borgfelde bereits 116 Häuser, darunter „viele schön gebaute Land- und Gartenhäuser“, in Unten Borgfelde standen 41 Häuser. Aber erst nach Aufhebung der Torsperre setzte ab 1860 östlich des Tores eine umfassende städtische Besiedlung ein. 1867 beantragte der Hamburger Senat bei der Bürgerschaft die Zustimmung zur Erschließung des ehemaligen Glacis-Geländes und zum Verkauf der entstehenden Bauplätze. Die Befestigungen wurden abgetragen, später der äußere Stadtgraben am Berliner Tor verbreitert und für die Eisenbahn und S-Bahn genutzt.

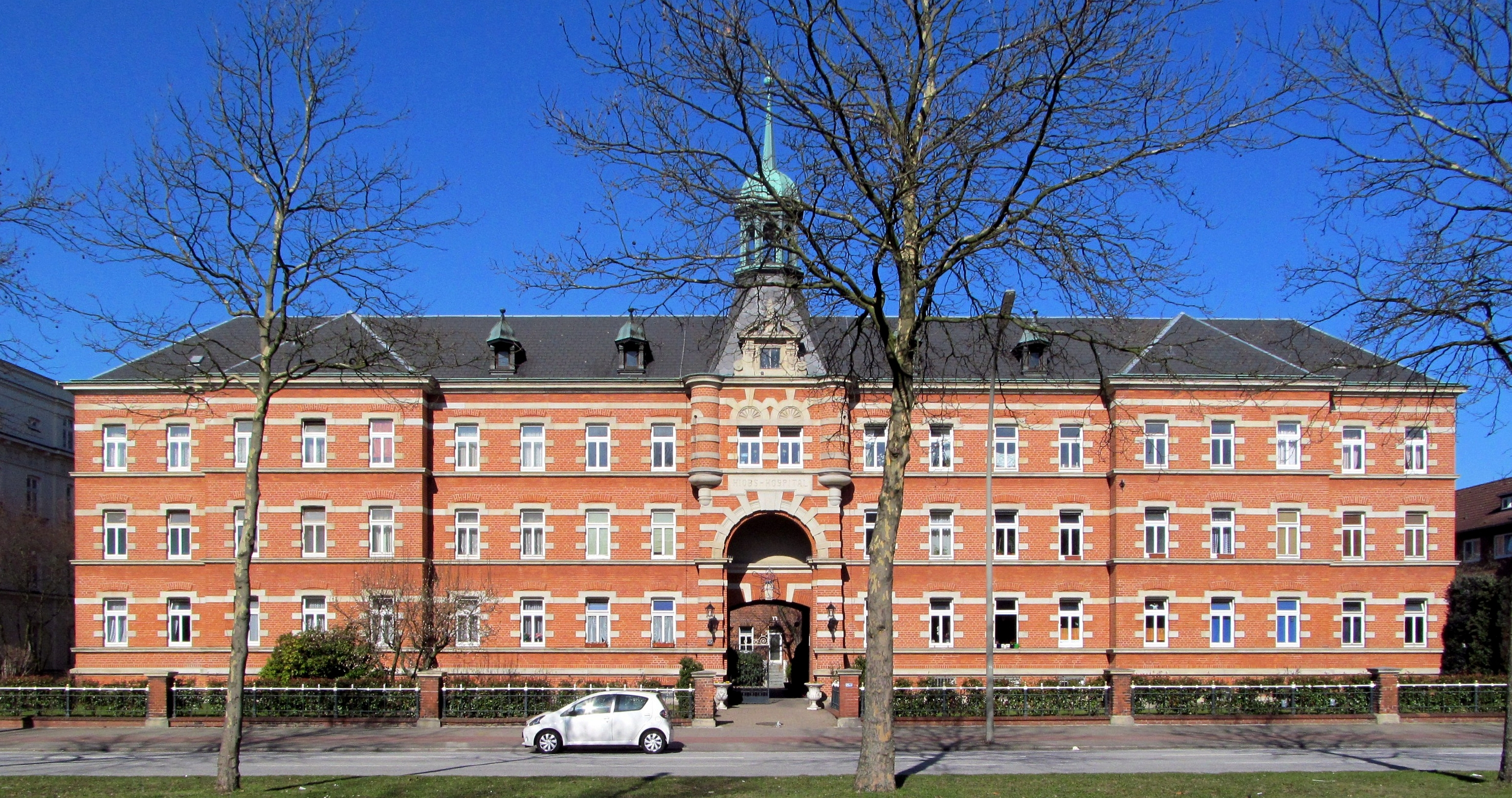
Hiobs-Hospital an der Bürgerweide

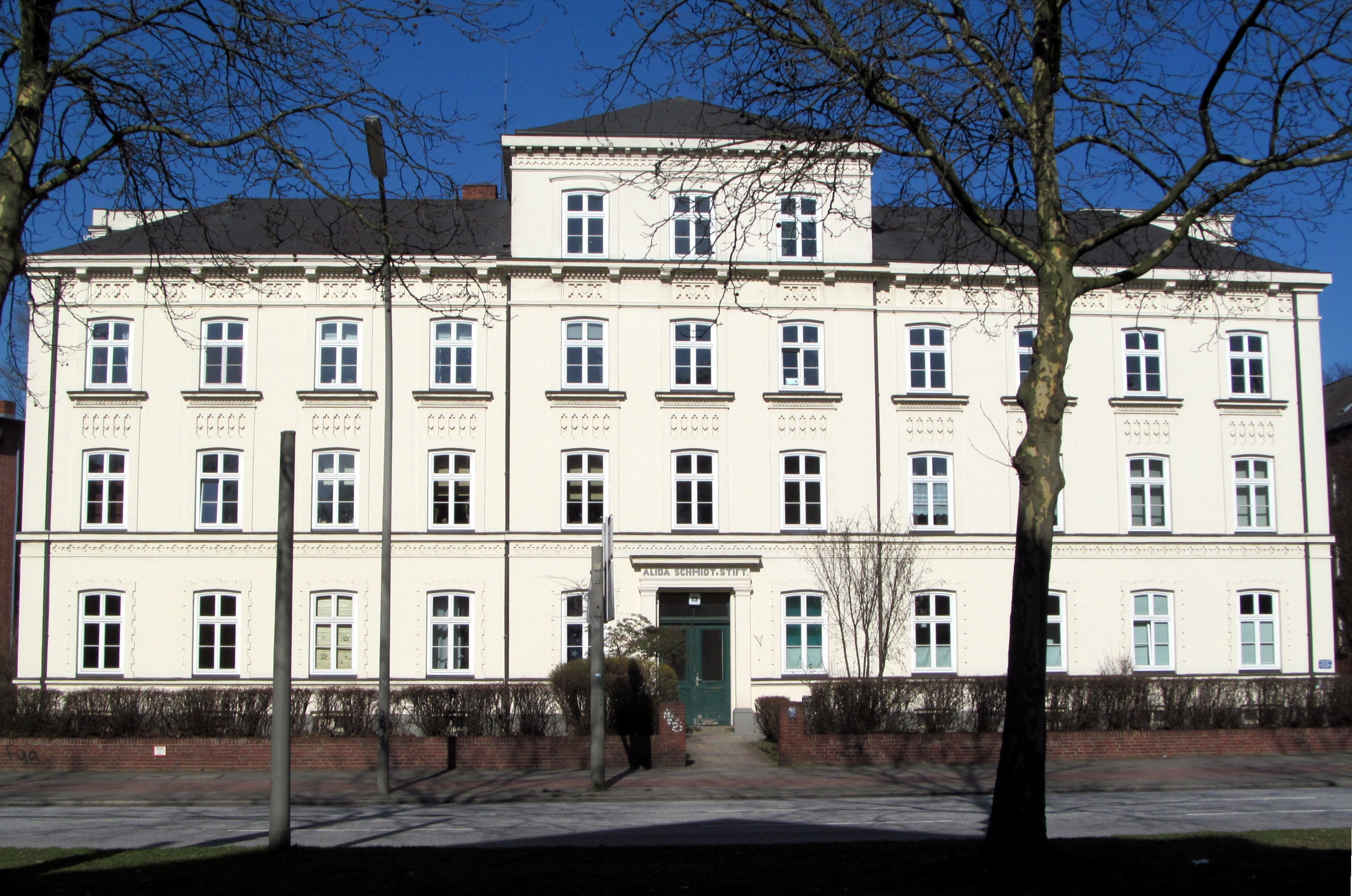
Alida-Schmidt-Stift

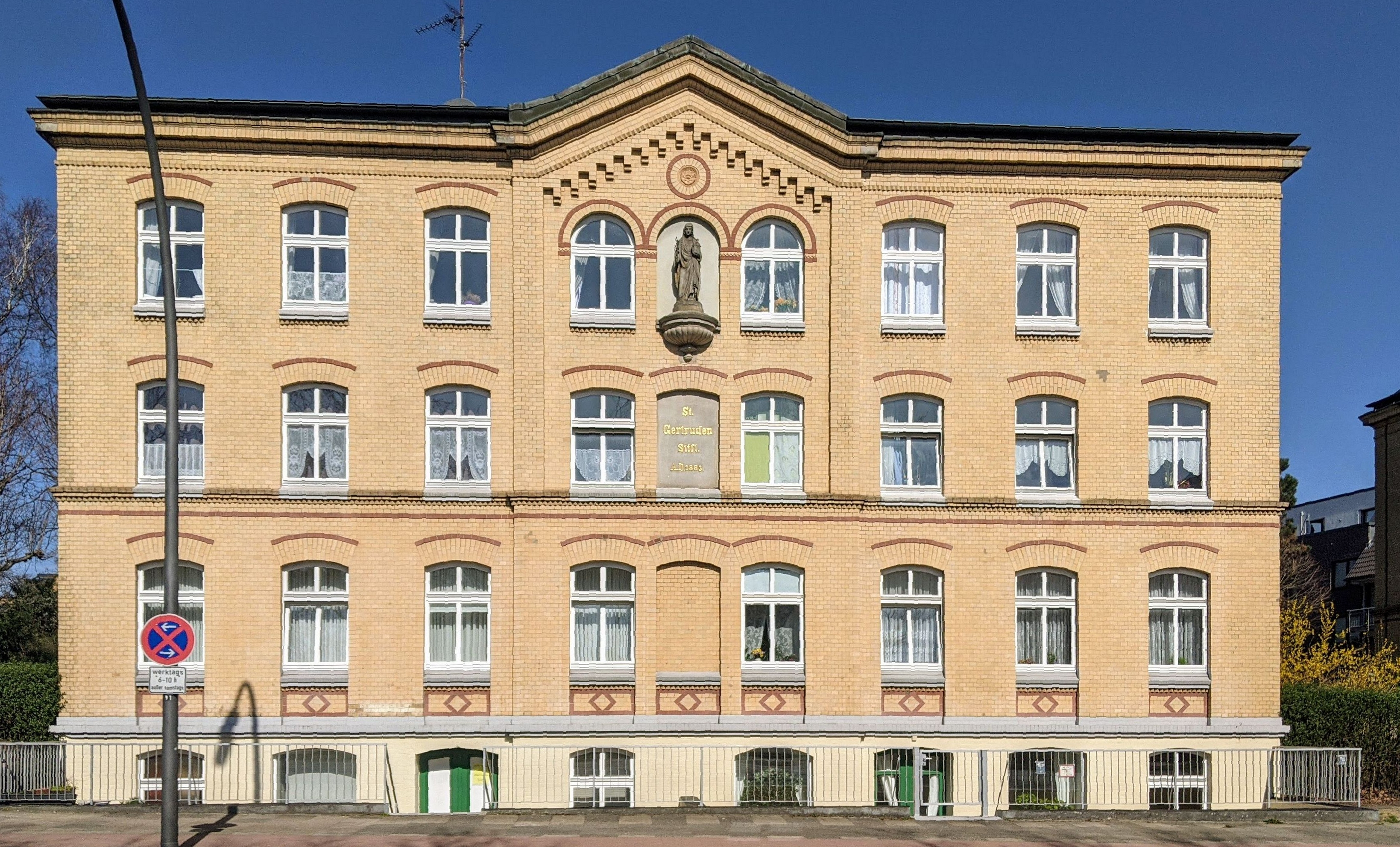
Gertrud-Stift

Nach der Erhebung zum Vorort 1871 begann zunächst die planmäßige Bebauung des oberen Borgfeldes auf dem Geesthang zwischen Berliner Tor und Burgstraße. Die landwirtschaftliche Nutzung verlor gegenüber der Wohn- und Gewerbenutzung deutlich an Bedeutung. In den vier Jahren zwischen 1867 und 1871 wuchs die Bevölkerung um über 42 Prozent, von 2.011 auf 2.859. In den folgenden Jahren beschleunigte sich dieses rasante Wachstum noch. Die „Vereinsbrauerei der Hamburg-Altonaer Gastwirthe“ baute in der Klaus-Groth-Straße, die damals Mittelweg hieß, eine Brauerei, die bis 1914 bestand. Der auf die Klaus-Groth-Straße mündende Malzweg erinnert heute noch daran. Der Eiskeller der Brauerei reichte tief in den Hang hinein und wurde erst 2011 abgerissen. Entlang der Bürgerweide, einem Straßenzug im Norden Borgfeldes, erstellten gemeinnützige Stiftungen aufwendige Bauten, u. a. das von der Alida Schmidt-Stiftung errichtete „Wohnhaus für hilfsbedürftige, unbescholtene Witwen und Jungfrauen christlicher Konfession“, das Auguste-Jauch-Stift, ebenfalls mit Freiwohnungen für bedürftige Witwen und einer Suppenküche für „arme Kinder“ sowie das 1884 eingeweihte Hiobs-Hospital. 1894 wurde aus dem Vorort Borgfelde ein Hamburger Stadtteil. Das nördlich der Borgfelder Straße gelegene „Oben Borgfelde“ war eher bürgerlich strukturiert mit repräsentativen Wohngebäuden mit Turm- und Erkerfassaden. Im südlichen „Unten Borgfelde“ fanden vor allem Arbeiterfamilien und kleine Angestellte Unterkunft (ähnlich wie im benachbarten Hamm).
Zwischen 1906 und 1908 wurde die Borgfelder Straße ausgebaut und auf 20 Meter verbreitert. Die steile Böschung, die Oben Borgfelde vom unteren Teil trennt, wurde mit einer Basaltmauer abgefangen und im Stil der Zeit mit Beeten, künstlichen Grotten und einem Brunnen verziert. Zehn monumental gestaltete Treppenanlagen verbanden die beiden Teile des Viertels. Der oben am Hang verlaufende Gehweg heißt noch heute „Oben Borgfelde“. Von der Borgfelder Straße geht die Straße Brekelbaums Park ab, benannt nach einem Architekten, die hier mehrere Gartenhäuser errichtet hatte. Dort wurde 1906 die Realschule Borgfelde eröffnet, später Hindenburg-Oberrealschule und ab 1938 Hindenburg-Oberschule. Die Schule war ein vierstöckiger Sandsteinbau, im obersten Stock lag die Aula mit Orgel, in der jeden Montag die Schulandacht stattfand. Das Gebäude wurde im Feuersturm 1943 zerstört. Bekanntester Schüler war Arno Schmidt, der die Schule von Ostern 1924 bis November 1928 besuchte.
In der Nacht vom 27. auf den 28. Juli 1943 wurde Borgfelde – wie andere östliche gelegene Stadtteile – zu großen Teilen durch die Bomben der Operation Gomorrha zerstört. 95 % der Wohnungen und auch die evangelisch-lutherische Erlöserkirche, die neuapostolische Kirche sowie das Krankenhaus Bethesda wurden zerstört. Die Einwohnerzahl fiel auf ein Achtel der Vorkriegsbevölkerung. Beim Wiederaufbau in den 1950er-Jahren wurden die Straßenverläufe im Wesentlichen beibehalten, anstelle der früheren Blockrandbebauung entstand jedoch die typische Nachkriegs-Zeilenbauweise aus Rotklinkern.
Im Januar 1947 nahm in Borgfelde eine Mordserie ihren Anfang, die damals für großes Aufsehen sorgte und bis heute nicht aufgeklärt ist: Auf einem Trümmergrundstück in der Baustraße (heute Hinrichsenstraße) wurde die Leiche einer erdrosselten jungen Frau gefunden. In den nächsten Wochen wurden in anderen Stadtteilen drei weitere Leichen entdeckt, die demselben Täter zugerechnet werden. Trotz intensiver Fahndung wurde der sogenannte Trümmermörder nie gefasst.

## Statistik
(Quelle: )
- Anteil der unter 18-Jährigen: 13,6 % [Hamburger Durchschnitt: 16,8 % (2023)]
- Anteil der Haushalte mit Kindern: 10,5 % [Hamburger Durchschnitt: 17,8 % (2023)]
- Anteil der über 64-Jährigen: 10,5 % [Hamburger Durchschnitt: 17,8 % (2023)]
- Ausländeranteil: 39,7 % [Hamburger Durchschnitt: 20,7 % (2023)]
- Anteil von Leistungsempfängern nach SGB II: 16,6 % [Hamburger Durchschnitt: 10,0 % (2023)]
- Arbeitslosenquote: 7,7 % [Hamburger Durchschnitt: 6,2 % (2023)]

Borgfelde zählt zu den einkommensschwächeren Hamburger Stadtteilen. Die durchschnittlichen jährlichen Einkünfte pro Steuerpflichtigen betrugen hier im Jahre 2020 etwa 31.736 Euro und sind deutlich geringer als der Hamburger Durchschnitt (48.035 Euro).

### Einwohnerentwicklung seit 1827
- ca. 1827: 284[22]
- 1831: 360[11]
- ca. 1855: 1.426[23]
- 1866: 1.998[24]
- 1867: 2.011[25]
- 1868: 2.262[26]
- 1869: 2.691[27]
- 1870: 2.756[28]
- 1871: 2.859[29]
- 1880: 6.858
- 1905: 15.509
- 1939: 24.993
- 1950: ca. 3.000
- 2002: 6.526
- 2006: 7.099
- 2011: 6.556

## Politik und Verwaltung
Bei den Bürgerschaftswahlen 2025, 2020, 2015, 2011, 2008, 2004, 2001, 1997, 1993, 1991, 1987 und 1986 kam es zu folgenden Ergebnissen:
| Wahljahr | SPD    | Grüne 1) | Linke 2) | CDU    | AfD    | FDP    | Übrige    |
| -------- | ------ | -------- | -------- | ------ | ------ | ------ | --------- |
| 2025     | 31,3 % | 21,3 %   | 16,4 %   | 12,5 % | 06,4 % | 02,6 % | 09,5 %    |
| 2020     | 34,2 % | 28,0 %   | 11,9 %   | 07,1 % | 05,6 % | 03,4 % | 09,8 %    |
| 2015     | 44,1 % | 14,3 %   | 10,7 %   | 12,0 % | 06,1 % | 05,8 % | 07,0 %    |
| 2011     | 47,3 % | 14,1 %   | 06,6 %   | 17,4 % | –      | 05,1 % | 09,5 %    |
| 2008     | 38,4 % | 09,1 %   | 07,5 %   | 38,0 % | –      | 03,0 % | 04,0 %    |
| 2004     | 33,5 % | 14,1 %   | –        | 42,1 % | –      | 02,3 % | 08,1 %    |
| 2001     | 40,9 % | 08,7 %   | 00,5 %   | 23,3 % | –      | 04,7 % | 21,9 % 3) |
| 1997     | 37,2 % | 13,4 %   | 00,9 %   | 30,0 % | –      | 02,2 % | 16,3 % 4) |
| 1993     | 43,1 % | 12,3 %   | –        | 24,7 % | –      | 03,1 % | 16,8 % 5) |
| 1991     | 48,0 % | 06,0 %   | –        | 37,3 % | –      | 04,1 % | 04,7 %    |
| 1987     | 46,4 % | 06,1 %   | –        | 41,7 % | –      | 04,6 % | 01,2 %    |
| 1986     | 42,9 % | 07,6 %   | –        | 44,1 % | –      | 04,0 % | 01,4 %    |

Für die Wahl zur Bürgerschaft gehört Borgfelde zum Wahlkreis Hamburg-Mitte. Für die Wahlen zur Bezirksversammlung zählt der Stadtteil zum Wahlkreis St. Georg, Hammerbrook, Borgfelde, Rothenburgsort. Bei Bundestagswahlen gehört Borgfelde zum Bundestagswahlkreis Hamburg-Mitte.

## Wirtschaft und Infrastruktur
Die traditionelle Trennung zwischen „Oben Borgfelde“ und „Unten Borgfelde“ besteht weiterhin. In den höher gelegenen Bereichen dominiert die Wohnnutzung, einige Villen aus der Vorkriegszeit sind erhalten. Die Klaus-Groth-Straße bietet Einkaufsmöglichkeiten, die allerdings in den vergangenen Jahren weniger geworden sind.
Im südlich gelegenen unteren Teil mischt sich Wohnbebauung mit Gewerbebauten, vor allem Handwerksbetrieben, Büros und Autohallen.
Borgfelde zählt zu den Hamburger Stadtteilen mit dem geringsten Anteil an Kindern und Jugendlichen. Nur 8,4 Prozent der Einwohner sind unter 18 Jahre alt, im Hamburger Durchschnitt sind es 15,6 Prozent (2011). Die Sozialstruktur in Borgfelde liegt deutlich unter dem Hamburger Durchschnitt. Das Einkommen je Steuerpflichtigen beläuft sich auf 26.217 Euro (2013), für ganz Hamburg sind es 39.054. Mehr als die Hälfte der Einwohner sind Ausländer (21,6 Prozent) oder haben einen Migrationshintergrund (35,8 Prozent), Hamburger Durchschnitt: 13,6 bzw. 29,6 Prozent. Auffällig ist auch der hohe Anteil der Einpersonenhaushalte, der mit 67,4 Prozent deutlich über dem Hamburger Schnitt von 53,1 Prozent liegt. Bei den Hartz-IV-Beziehern liegt Borgfelde etwas besser als Hamburg insgesamt: 10,4 Prozent im Stadtteil, 11,0 in der ganzen Stadt.
Borgfelde leidet unter einer schwindenden Infrastruktur. Es fehlt an niedergelassenen Ärzten, an Restaurants und Läden. Es gibt keine Grundschule, kein Kino und keine Apotheke (Stand 2011). Gleichzeitig profitiert der Stadtteil von seiner zentralen Lage. Die Immobilienpreise sind deshalb in den vergangenen Jahren auch hier stark gestiegen, Borgfelde gilt als „Standort mit Potenzial“ oder sogar als „Trendviertel“.
Im Süden des Stadtteils waren bereits vor em Zweiten Weltkrieg neben Wohnungen auch viele industriell geprägte Betriebe und Gewerbehöfe angesiedelt. Heute ist der Wohnanteil dort stark zurückgegangen.

### Verkehr

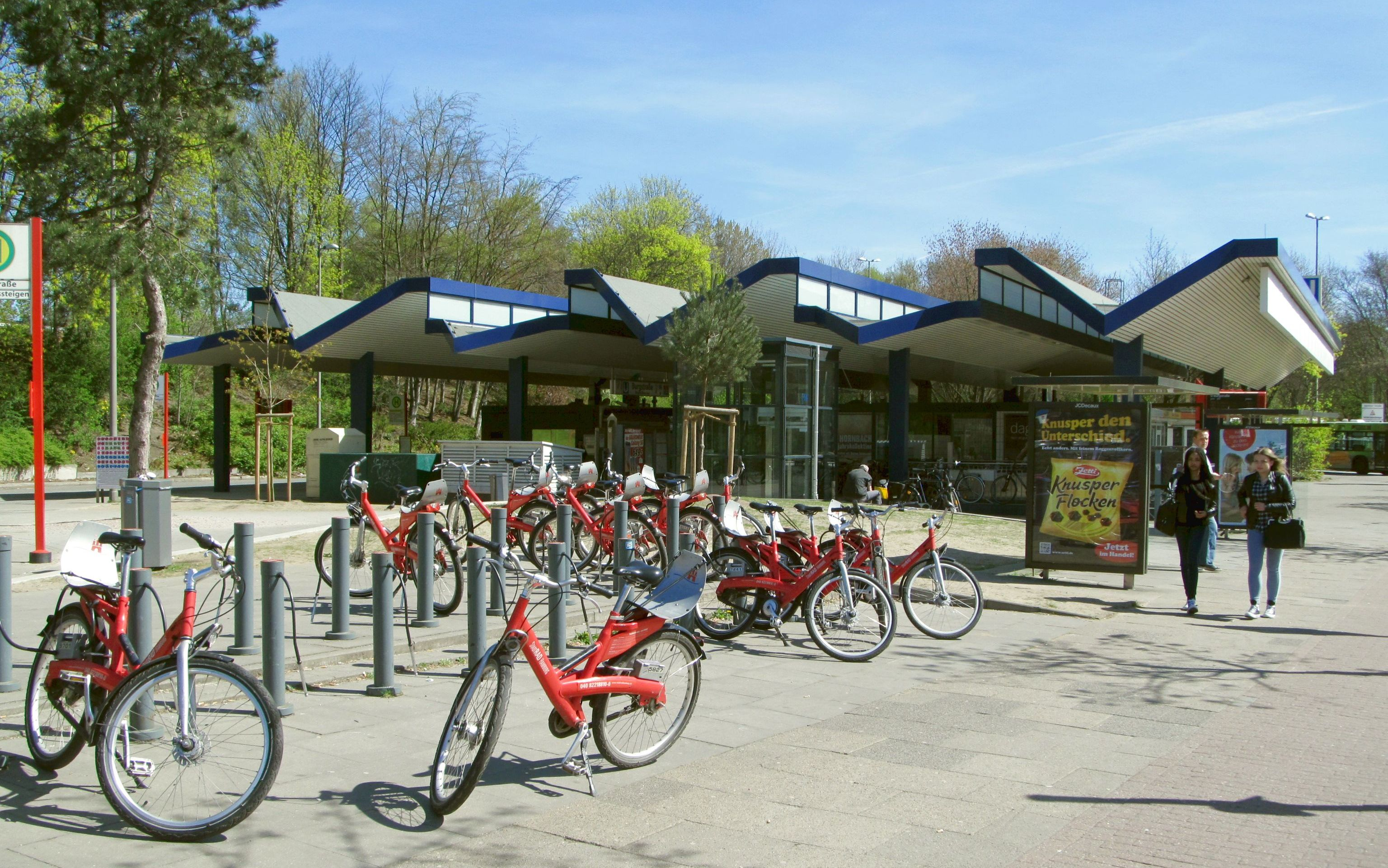
U-Bahnhof Burgstraße

Wichtige Straßen sind die Bürgerweide, Borgfelder Straße, Anckelmannstraße und die Eiffestraße. An der Westgrenze von Borgfelde liegt der U- und S-Bahnhof Berliner Tor. Außerdem wird der Stadtteil durch die U2 (Niendorf Nord – Mümmelmannsberg) und die U4 (Elbbrücken – Billstedt) durch den U-Bahnhof Burgstraße im angrenzenden Stadtteil Hamm und im Nordosten durch der S-Bahnhof Landwehr der S-Bahn Hamburg erschlossen. Zudem fahren zahlreiche Buslinien durch den Stadtteil.

### Bildung

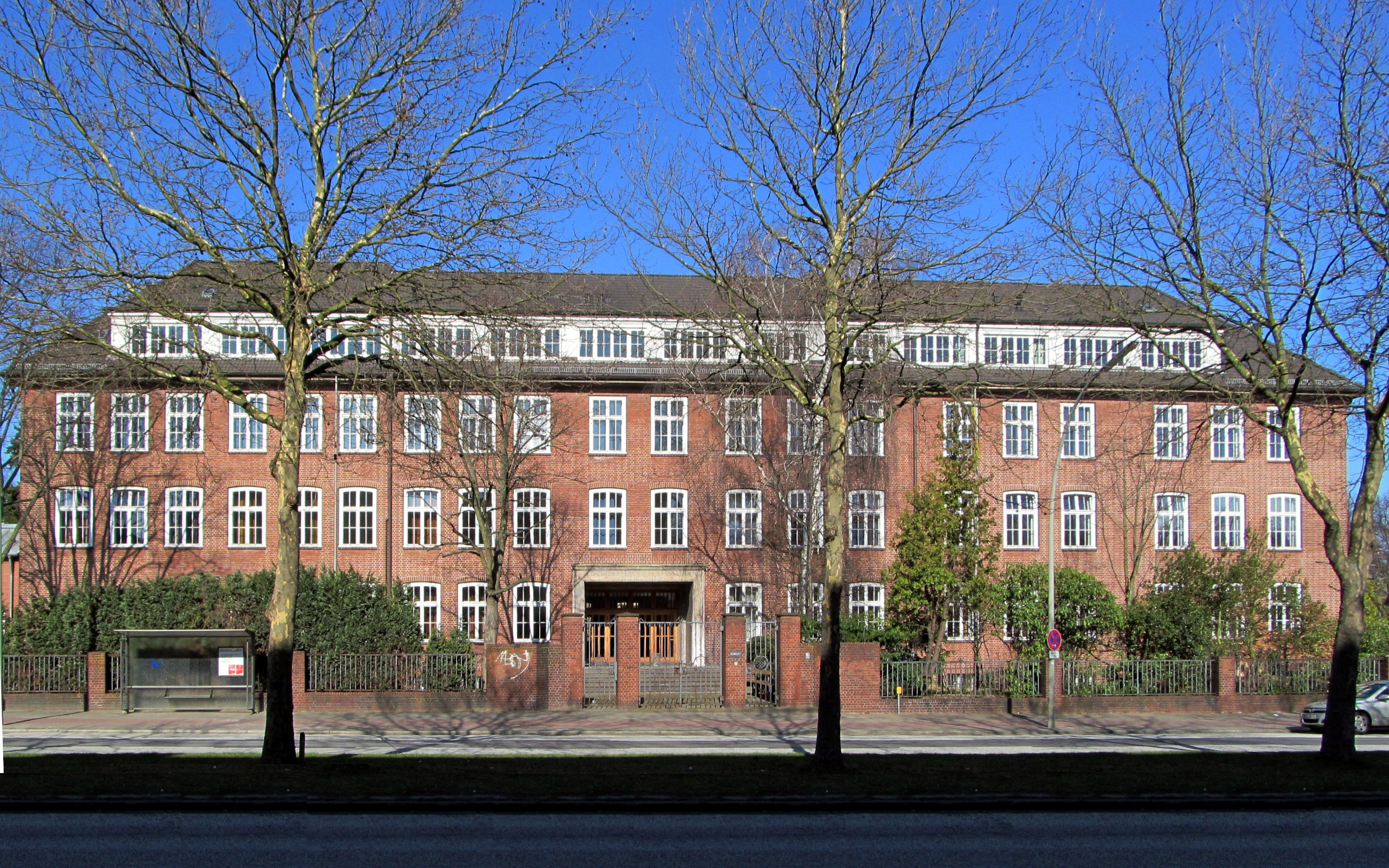
Sankt-Ansgar-Schule

Neben der Sankt-Ansgar-Schule, einem katholischen Gymnasium, gibt es in Borgfelde vor allem berufliche Schulen. Auf dem Gelände der im Zweiten Weltkrieg zerstörten ehemaligen Realschule Brekelbaumspark befinden sich heute die Gewerbeschulen für Fertigungs- und Flugzeugtechnik bzw. für Ernährung und Hauswirtschaft. Die Reformschule Burgstraße, hier war Hannelore „Loki“ Schmidt Schülerin, beherbergt heute die Berufliche Schule Burgstraße für Friseure, Kosmetiker, Maskenbildner und Gesundheitsberufe.
An der Borgfelder Straße, kurz vor der Grenze zu St. Georg, liegt das Gustav-Radbruch-Haus, mit 503 Wohnplätzen das zweitgrößte Studentenwohnheim Hamburgs.
Im Berufsschulzentrum an der Anckelmannstraße ist seit 2020 die Berufliche Hochschule Hamburg untergebracht. Ein Neubau wird im benachbarten Brekelbaums Park entstehen.

### Soziale Einrichtungen
In Oben-Borgfelde bestehen verschiedene soziale Einrichtungen, die zum Teil schon aus dem 18. Jahrhundert stammen. Im Alida-Schmidt-Stift wird Frauen in Not geholfen. Das St.-Gertrud-Stift, das ursprünglich in der Innenstadt ansässig war, besteht bereits seit 1454 und bietet heute 33 Wohnungen für ältere alleinstehende Damen. Neben dem oben genannten Agnes-Neuhaus-Heim befindet sich das Mathias-Stift, das heute Wohnungen für HIV-positive Menschen beherbergt und von Hamburg-Leuchtfeuer unterhalten wird.

### Sport
Der TuS Hamburg 1880 hat seit 1951 seinen Sitz am Gesundbrunnen in Borgfelde. Der Verein bezeichnet sich selbst als „ältester Fußballverein Hamburgs“. Seine Wurzeln liegen in Rothenburgsort, entstand er doch 1947 als Fusion des Hamburg-Rothenburgsorter Turnvereins von 1880 (HRT), des Rothenburgsorter Fußballklubs von 1908 (RFK) und des Sportclub Komet von 1908, der ursprünglich aus Hammerbrook stammte. Der HRT erreichte 1926 das Endspiel um die Fußball-Meisterschaft der Deutschen Turnerschaft, verlor jedoch mit 2:3 gegen den MTV Fürth.
Besondere Bekanntheit erlangte der TuS Hamburg als Ausrichter eines großen internationalen Hallenfußballturniers (derzeit Salzbrennercup) in Hamburg.

### Religionen

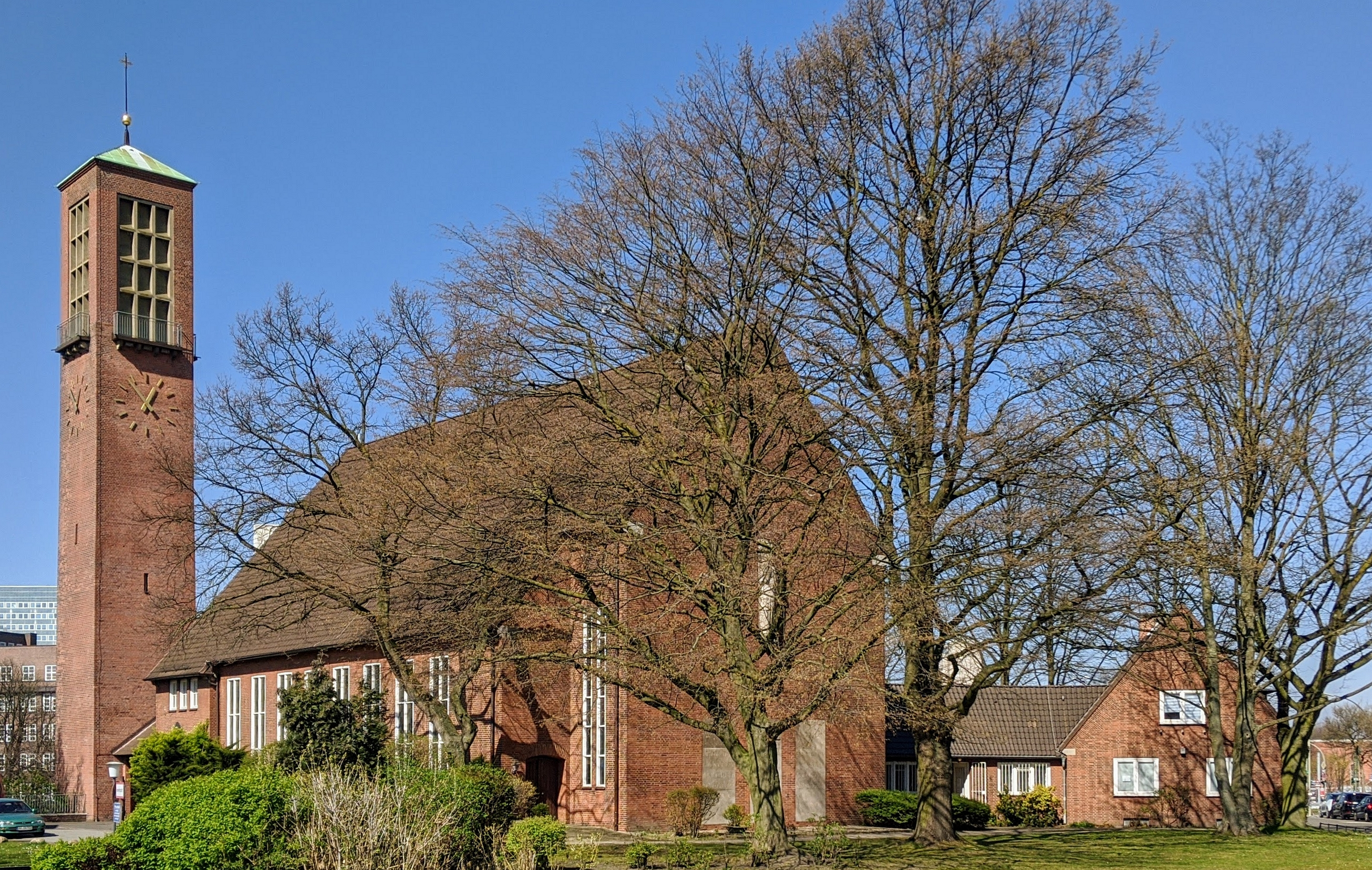
Erlöserkirche Borgfelde

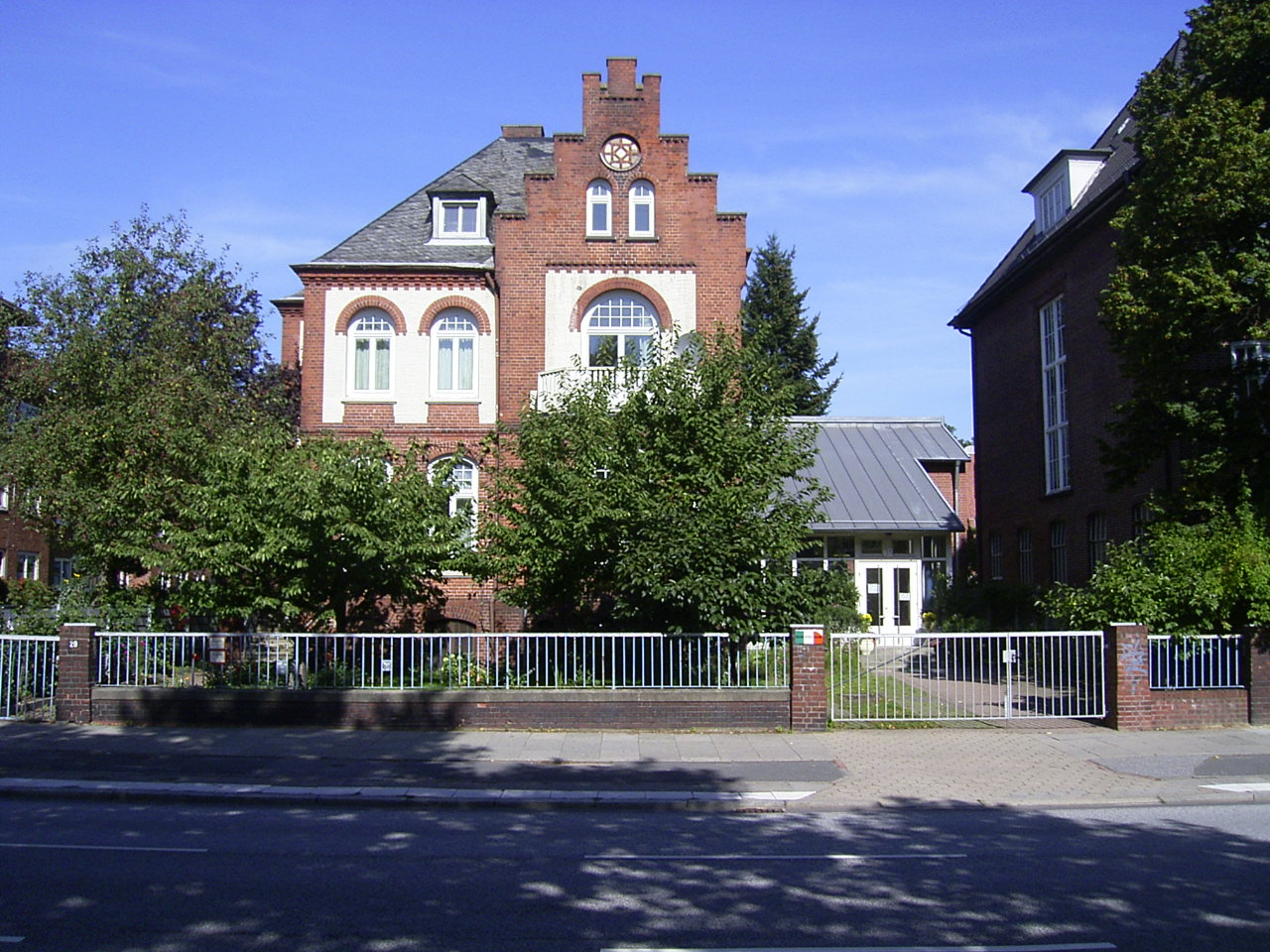
Missione Cattolica Italiana in der Bürgerweide

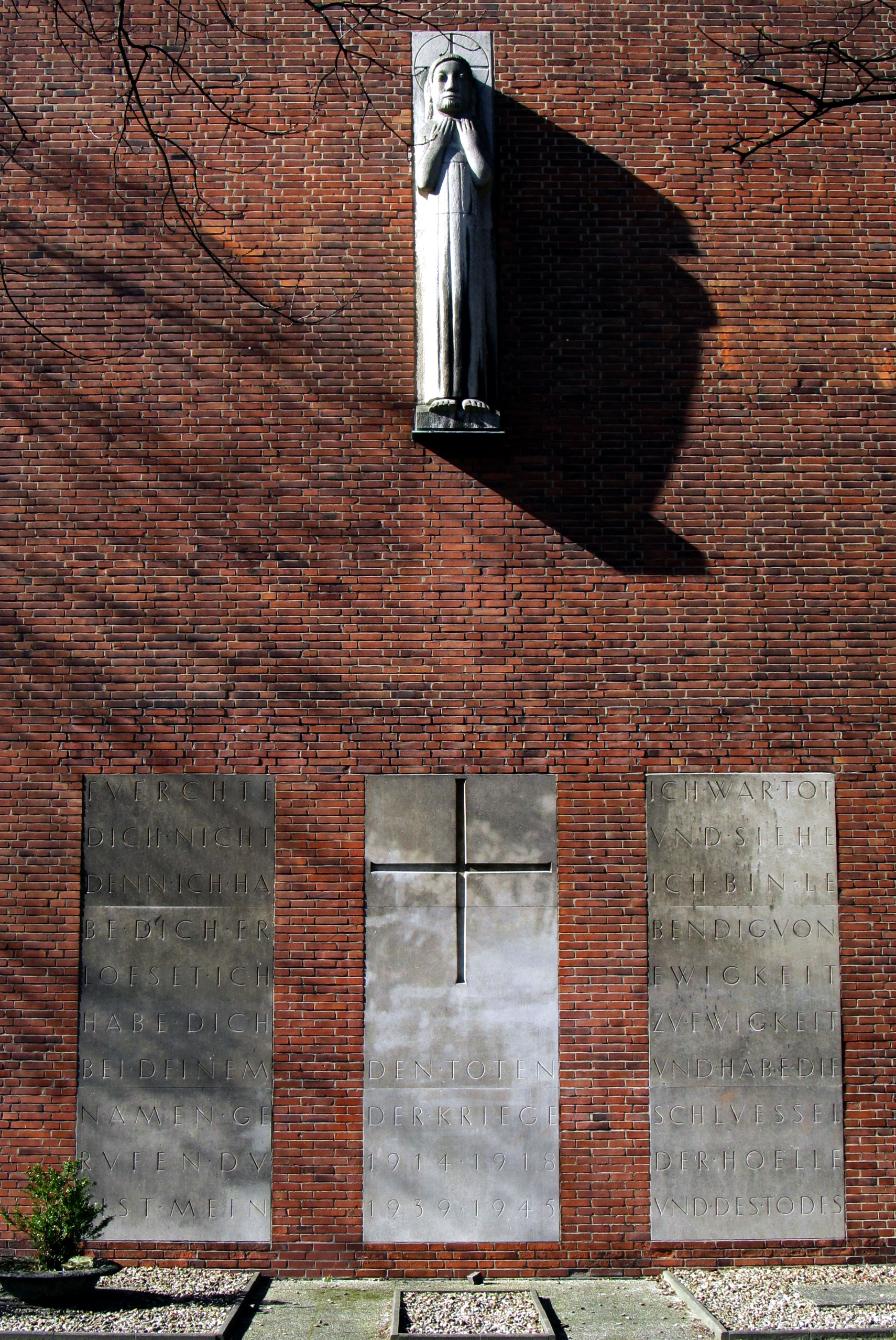
Kriegsopfermahnmal von Hans Kock an der Ostseite der Erlöserkirche

Neben der evangelisch-lutherischen Erlöserkirche, die im äußersten Westen des Stadtteils steht und aufgrund ihrer exponierten Lage auf dem Geesthang weithin zu sehen ist, und der neuapostolischen Kirche in der Klaus-Groth-Straße ist die Römisch-katholische Kirche lediglich mit einer kleinen Kapelle in der Sankt-Ansgar-Schule vertreten.
Der organisierte Katholizismus verfügt aber ansonsten über viele Einrichtungen im Stadtteil. Mit der Sankt-Ansgar-Schule ist eines von drei katholischen Gymnasien in Hamburg hier ansässig. Das Agnes-Neuhaus-Heim des Sozialdienstes katholischer Frauen in der Hinrichsenstraße betreut psychisch kranke Frauen und auch die Missione Cattolica Italiana ist im Stadtteil vertreten.

## Kultur und Sehenswürdigkeiten

### Theater
Seit dem 5. September 2004 gibt es mit dem Hamburger Sprechwerk in der Klaus-Groth-Straße 23 ein Theater, das der freien Hamburger Theaterszene einen Spielort bietet und für über 125 Zuschauer Plätze hat. Seit Juni 2006 befindet sich im ehemaligen Gemeindehaus der Erlöserkirche das Klabauter Theater, ein Theaterprojekt, in dem Menschen mit Behinderungen als professionelle Schauspieler arbeiten. Es gehört zur Individuellen Arbeitsbegleitung (IAB) des Rauhen Hauses und besteht seit 1998.

### Bauwerke
Sehenswert ist das Haus des Allgemeinen Deutschen Bauarbeiterverbandes, 1910 erbaut, das heute der IG BAU als Verwaltungsstelle für Norddeutschland dient.
Die Erlöserkirche von 1952, erbaut nach Plänen von Henry Schlote und Friedrich Richard Ostermeyer, ersetzt den Vorgängerbau, eine neoromanische Backsteinkirche von 1901, der dem Bombenkrieg zum Opfer fiel. An die Kriegsopfer beider Weltkriege erinnert das Mahnmal von Hans Kock an der Ostfassade der Kirche.
Das AOK-Gebäude im Stil des Backsteinexpressionismus steht weiter östlich an der Burgstraße.
In der Denkmalschutzliste: Das 1883 bis 1884 nach Plänen der Architekten Manfred Semper und Karl Friedrich Phillip Krutisch entstandene Hiobs-Hospital und das Alida-Schmidt-Stift.